# Танеевка (станция)
Тане́евка — промежуточная железнодорожная станция Пензенского отделения Куйбышевской железной дороги, располагается на территории Пензенской области.

## История
Станция была открыта в 1895 году с введением новой линии Рузаевка — Пенза Московско-Казанской железной дороги. Носила название Сытинка. Электрифицирована в 1969 году  постоянным током. В июне 2019 года здание вокзала было снесено.

## Техническая информация
Станция Танеевка расположена на однопутном участке Рузаевка — Пенза IV с электротягой постоянного тока, относится к Пензенскому региону Куйбышевской железной дороги. По характеру работы является промежуточной станцией, по объёму выполняемой работы отнесена к 5-му классу. Путевое развитие состоит из 3 путей: 1 главный (№ 1) и 2 приёмо-отправочных (№ 2, 3). На станции располагается пункт стоянки аварийно-восстановительных автомотрис и автомашин Пензенской дистанции электроснабжения (ЭЧ-1). Комплексный контроль за техническим состоянием путей осуществляет Пензенская дистанция пути (ПЧ-2). Контроль за техническим обслуживанием и ремонтом устройств автоматики и телемеханики осуществляет Пензенская дистанция сигнализации, централизации и блокировки (ШЧ-1). В нечётной горловине станции располагается охраняемый переезд (63 км + 473 м). Станция открыта для грузовой работы.
Станция включена в диспетчерскую централизацию участка Пенза — Красный Узел. Станция переведена на диспетчерское управление. Обслуживающий РЦС: Пензенский региональный центр связи (РЦС-1). 